# Main Street, USA
A Main Street, USA é a primeira "terra temática" dentro da entrada principal dos muitos parques temáticos explorados ou licenciados pela The Walt Disney Company em todo o mundo. A Main Street, USA tem como tema as pequenas cidades americanas do início do século XX. No Tokyo Disneyland, chama-se World Bazaar e está coberta por um telhado de vidro de estilo vitoriano para proteger os visitantes das condições climatéricas. No Shanghai Disneyland, chama-se Mickey Avenue e está orientada para ajudar a apresentar os visitantes os personagens da Disney.
Cada Main Street, USA tem uma estação de trem ao longo do transporte ferroviário da Disney do respectivo parque, por cima da entrada. A área mais próxima da entrada, normalmente logo a seguir à estação de trem, chama-se Town Square.
Na outra extremidade da Main Street encontra-se o castelo central do parque (Castelo da Bela Adormecida na Disneyland da Califórnia, Castelo da Cinderela no Walt Disney World e na Tokyo Disneyland, Le Château de la Belle au Bois Dormant no Disneyland Park em Paris, Castle of Magical Dreams na Hong Kong Disneyland, Enchanted Storybook Castle na Shanghai Disneyland). Na maior parte dos parques, a área em frente ao castelo é conhecida como The Hub ou Central Plaza, enquanto a Shanghai Disneyland tem os Gardens of Imagination no lugar de um hub/central plaza. No Hub/Central Plaza, encontram-se as entradas para a maior parte das outras áreas dos parques.
A Town Square alberga a Câmara Municipal, onde se encontra o gabinete de Guest Relations. Ao longo da Main Street, os nomes pintados nas montras da Main Street servem de créditos para algumas das muitas pessoas, Imagineering e outros, que contribuíram de alguma forma para a criação da Disneyland. Em grande parte, aparecem como empresas fictícias (ginásios, agentes imobiliários, dentistas) e referem-se frequentemente a um passatempo ou interesse da pessoa homenageada. A janela de Ub Iwerks, por exemplo, refere-se à sua habilidade com as máquinas fotográficas.

## Disneyland

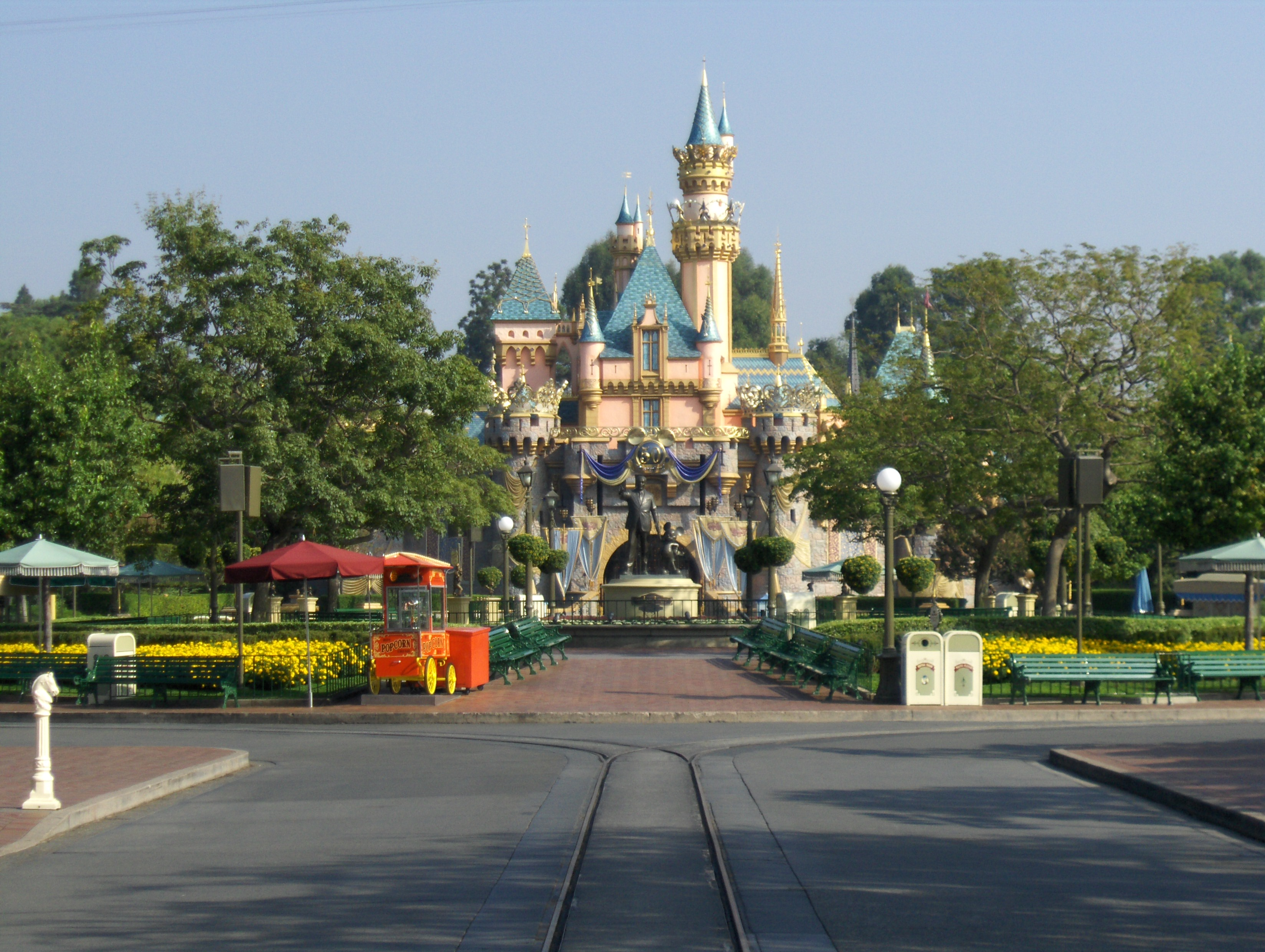
Fotografia do castelo da Main Street na Disneyland.

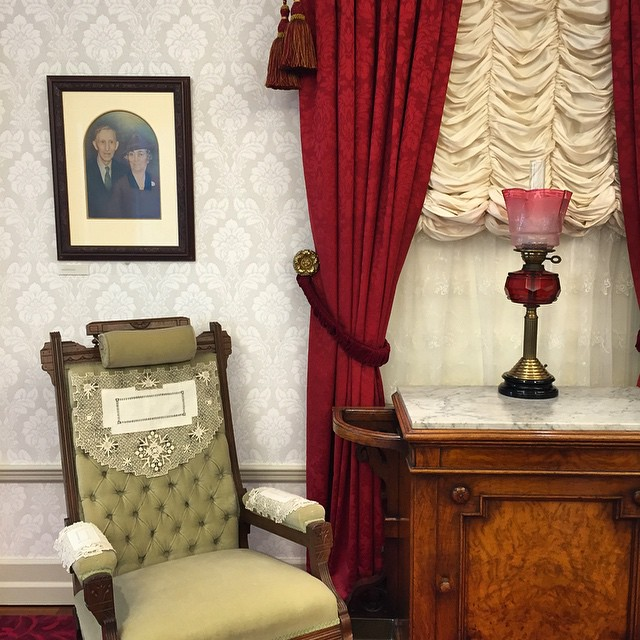
Uma réplica do apartamento de Walt Disney no Walt Disney Family Museum

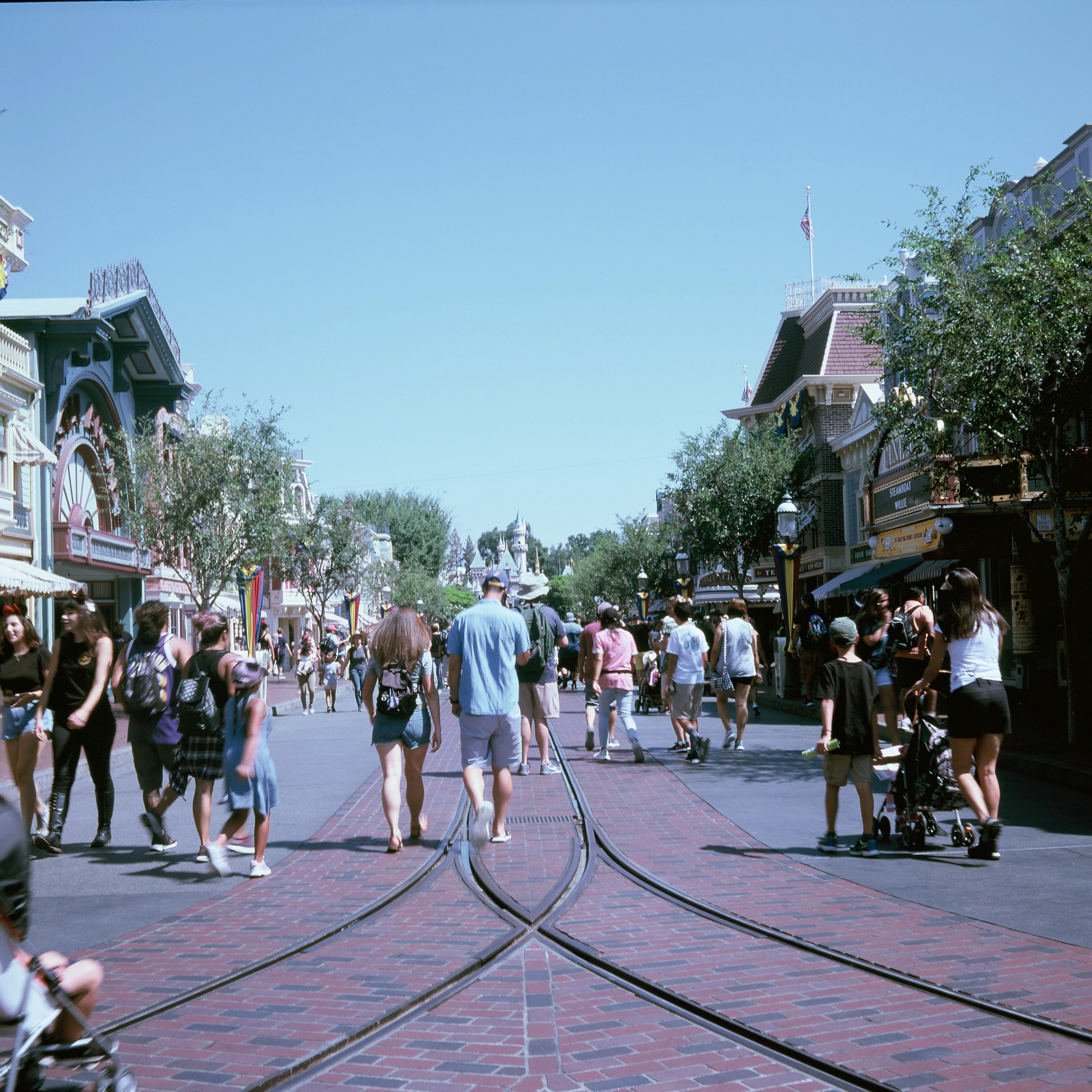
Main Street da Disneyland em agosto de 2018

Inspirada na cidade natal de Walt Disney, Marceline, Missouri (tal como no filme A Dama e o Vagabundo), a Main Street, USA foi concebida para se assemelhar ao centro de uma cidade americana idealizada do virar do século XX (c. 1910). De acordo com Harper Goff, que trabalhou na Main Street, USA com Disney, este mostrou a Disney algumas fotografias da sua casa de infância em Fort Collins, Colorado. Disney gostou do visual e muitas das caraterísticas da cidade foram incorporadas na Main Street, USA. Outra fonte significativa de inspiração para o conceito da Main Street, USA veio do Henry Ford Museum & Greenfield Village, que Walt Disney visitou duas vezes na década de 1940.
Disney disse: "Para aqueles de nós que se lembram do tempo despreocupado que recria, a Main Street vai trazer de volta memórias felizes. Para os visitantes mais jovens, é uma aventura fazer recuar o calendário até aos dias da juventude dos seus avós".
Por cima do quartel de bombeiros em Town Square, na Disneyland, encontra-se o apartamento pessoal de Disney, totalmente mobilado mas interdito ao público. Disney residia ali para poder deslocar-se rapidamente de e para a The Walt Disney Company. Uma lâmpada é mantida acesa na janela da frente como homenagem à sua memória, exceto no Natal, quando um pequeno tannenbaum substitui a lâmpada. Está amplamente decorada para o Halloween e para o Natal.
Durante o Natal, há uma árvore de Natal com 18 metros de altura e, no Halloween, há uma lanterna de 4,9 metros de altura do Mickey Mouse, com orelhas de abóbora adicionais. No centro circular em frente ao Castelo da Bela Adormecida, a estátua de bronze "Partners" de Walt Disney e Mickey Mouse está rodeada por bronzes mais pequenos de personagens Disney conhecidos, como o Pato Donald e o Coelho Branco de Alice no País das Maravilhas.
O Main Street Opera House, em Town Square, é o edifício mais antigo da Disneyland. Antigamente serviu de serração de madeira do parque entre 1955 e 1961. Os canhões que estão expostos no centro da praça foram utilizados pelo exército francês durante o século XIX, embora nunca tenham sido disparados em combate. Os candeeiros a gás que ladeiam a rua vieram originalmente de St. Louis e foram comprados por $.03 o quilo.
A estátua Partners, esculpidos por Blaine Gibson, foram acrescentados em 1993. Durante a época do Dia das Bruxas, os bustos de abóbora de cada um dos terrenos temáticos do parque, exceto a Main Street, são vistos à volta da “Partners”. Está listada como uma rua real no Guia Thomas do Condado de Orange.
Por ocasião do 50º aniversário da Disneyland, a 17 de julho de 2005, foi inaugurada uma janela do primeiro andar de cada rua principal com uma dedicatória a todos os membros do elenco (empregados) que trabalharam para a Disney ao longo dos anos. As ruas são pavimentadas com asfalto resiliente, um tipo de asfalto que contém borracha, para evitar dores nos pés. Em julho de 2015, a Disneyland expandiu a sua Main Street USA com uma Main Street Arcade em honra do seu 60º aniversário.

### Atrações e entretenimento
Segue-se uma seleção de atrações:
- Disneyland Railroad (1955–presente)
  - Main Street, USA Station
- Main Street Vehicles (1955–presente) (Uma linha de bonde de bitola estreita com bondes puxados por cavalos faz parte dessa atração)[8][9][10]
- Main Street Opera House
  - Walt Disney – A Magical Life[11] (Aberto em 17 de julho de 2025)
- The Disney Gallery (2009–presente)
- Main Street Cinema (1955–presente)
- The Dapper Dans (1959–presente)

#### Entretenimento sazonal
- Halloween Screams (2009–presente)
- Disney's Celebrate America (2008–presente)
- Believe... In Holiday Magic (2000–presente)
- Paint the Night (2015–2016, 2025–presente)
- Wondrous Journeys (2023, 2024, 2025–presente)

### Antigas atrações e entretenimento
- Firehouse Five Plus Two (1955–1971)
- Main Street Opera House
  - Great Moments with Mr. Lincoln (1965–1973)
  - The Walt Disney Story (1973–1975)
  - The Walt Disney Story Featuring Great Moments with Mr. Lincoln (1975–2001)
  - The Walt Disney Story Featuring Great Moments with Mr. Lincoln—"The Journey to Gettysburg" (2001–2005)
  - Disneyland: The First 50 Magical Years (2005–2009)
  - The Disneyland Story Presenting Great Moments with Mr. Lincoln (2009–2024)
- The World According to Goofy Parade (1992)
- The Lion King Celebration Parade (1994–1997)
- Light Magic (1997)
- Walt Disney's Parade of Dreams (2005–2008)
- Disneyland Forever (2015–2016, 2019, 2022)
- Together Forever: A Pixar Nighttime Spectacular (2018, 2024)
- Main Street Electrical Parade (1972–1996, 2017, 2019, 2022)

## Magic Kingdom

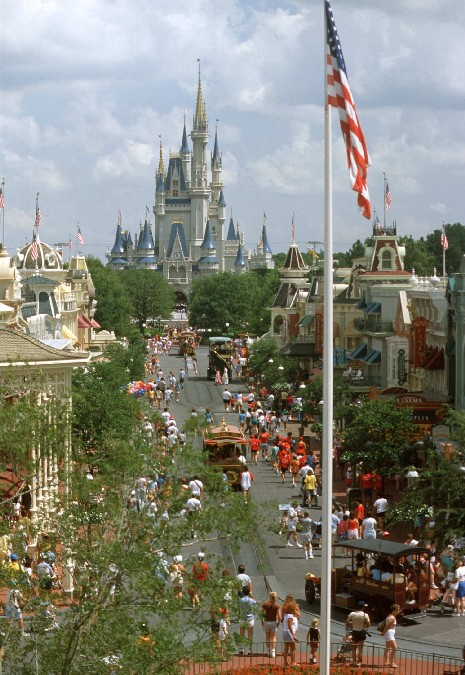
Main Street, USA no Magic Kingdom

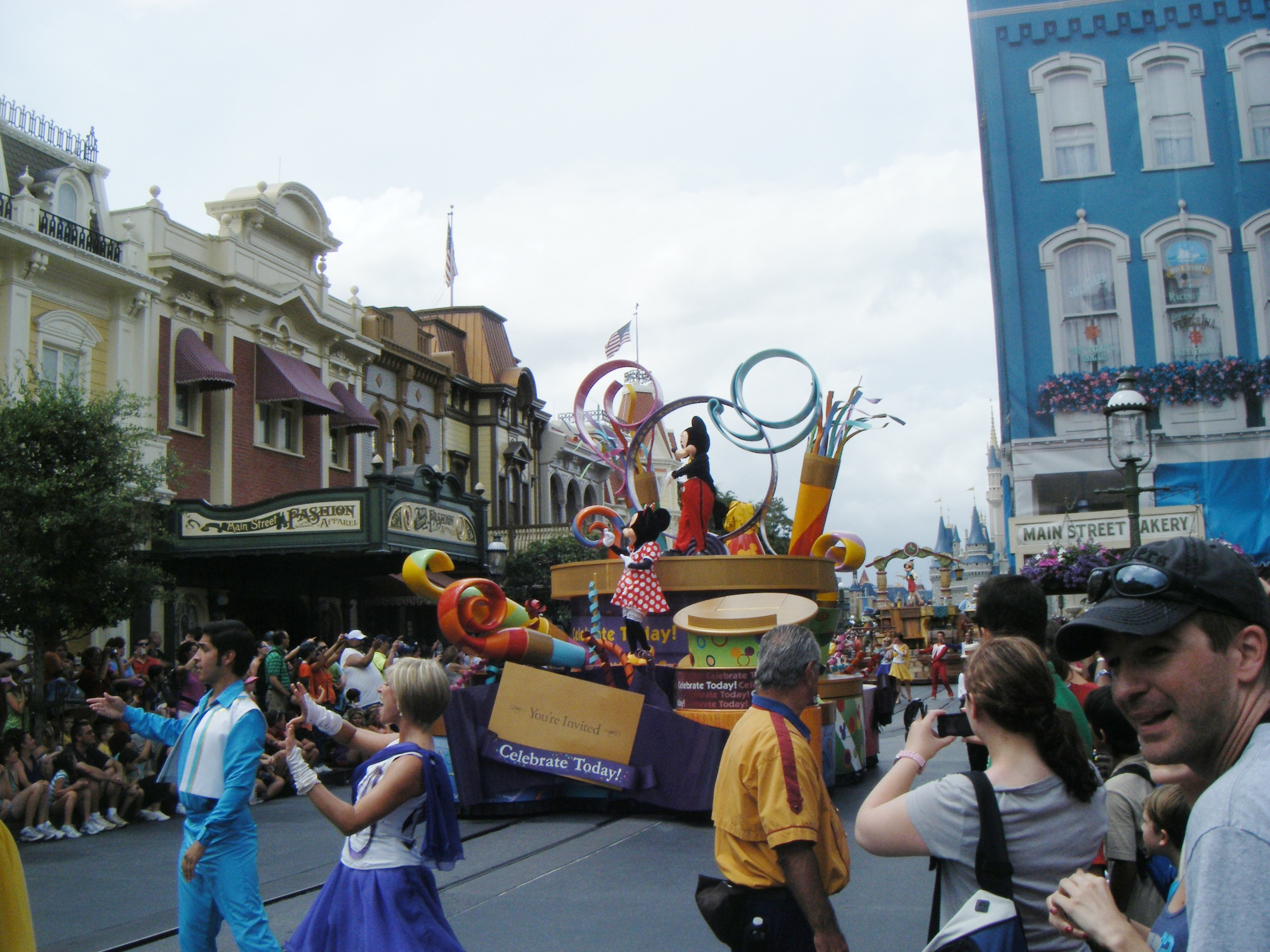
Mickey Mouse e Minnie Mouse no desfile Celebrate a Dream Come True na Main Street, USA

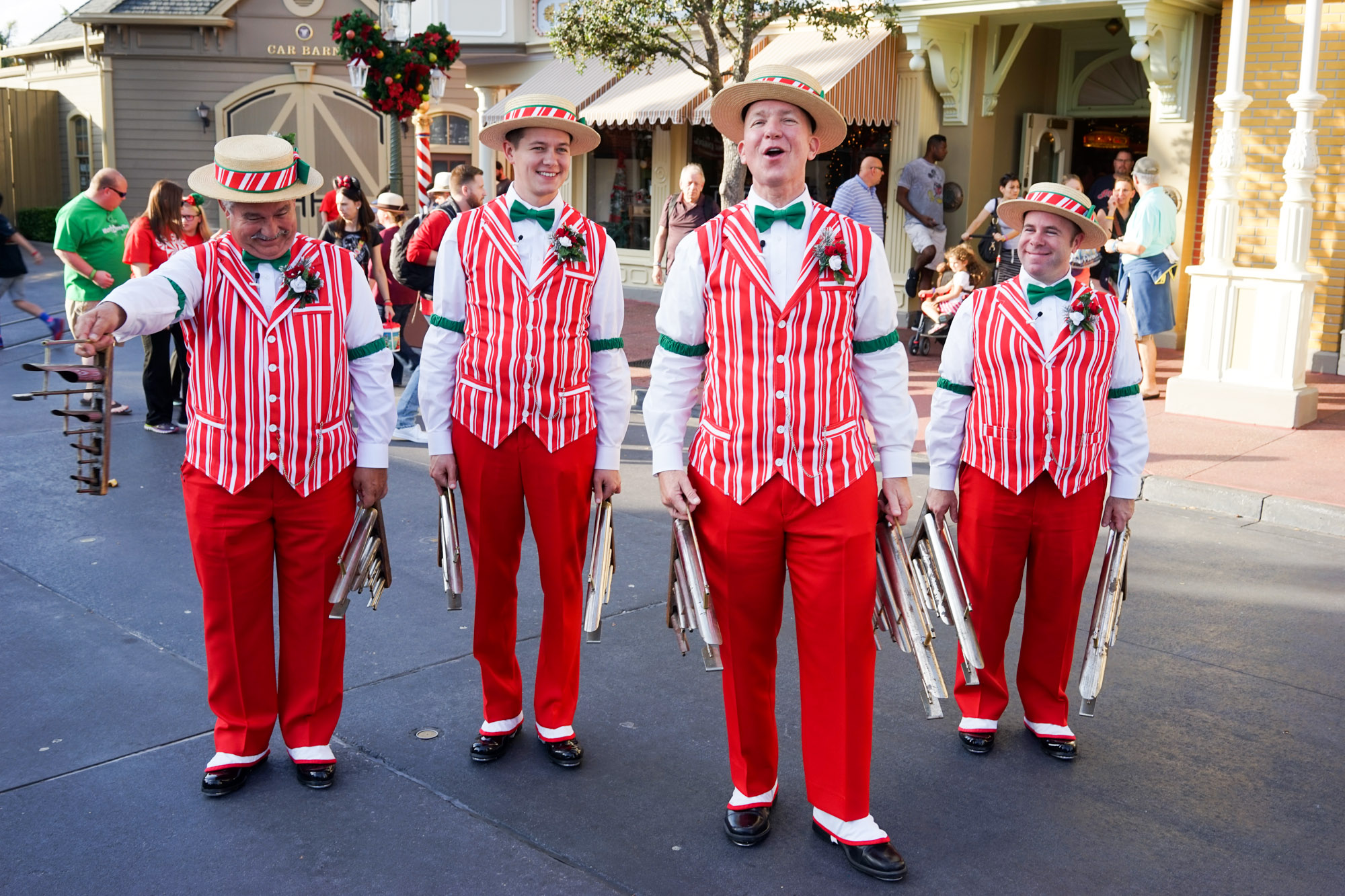
Os Dapper Dans na Main Street, USA

A Main Street, USA no Magic Kingdom Park tem como tema uma cidade americana do início do século XX, inspirada na casa de infância de Walt Disney em Marceline, Missouri. Simbolicamente, a Main Street representa os "créditos de abertura" do parque, onde os visitantes passam por baixo da estação de trem (a cortina de abertura), à esquerda ou à direita, e depois veem os nomes das pessoas-chave nas janelas dos pisos superiores dos edifícios. Muitas janelas têm o nome de uma empresa fictícia, como "Seven Summits Expeditions, Frank G. Wells President", representando cada uma delas uma homenagem a pessoas importantes ligadas à empresa Disney e ao desenvolvimento do Walt Disney World Resort. Apresenta influências estilísticas de todo o país. Inspirado desde a Nova Inglaterra até ao Missouri, este design é mais visível nos quatro cantos no meio da Main Street, onde cada um dos quatro edifícios de canto representa um estilo arquitetônico diferente. Não existe uma casa de ópera como na Disneyland; em vez disso, existe o Town Square Theatre. Os segundos andares de todos os edifícios ao longo da Main Street são mais curtos do que os primeiros andares e são escritórios para a direção do Walt Disney World.

### Atrações e entretenimento
- Walt Disney World Railroad (1971–presente)
  - Main Street, USA Station
- Main Street Vehicles (1971–presente) (Uma linha de bonde de bitola estreita com bondes puxados por cavalos faz parte dessa atração)[8][9][12]
- The Dapper Dans - um grupo masculino de canto acapella. (1971–presente)
- Happily Ever After (2017–2021) (2023–presente)
- Disney Enchantment (1 de outubro de 2021 – 2 de abril de 2023) (11 de janeiro de 2024 – presente; Somente eventos fora do horário comercial)

#### Entretenimento sazonal
- Mickey's Boo-to-You Halloween Parade - Desfile temático de Halloween exibido durante Mickey's Not-So-Scary Halloween Party. (1999–2004) (2005–presente)
- Fantasy in the Sky - Fogos de artifício na véspera do Ano Novo, exibidos nos dias 30 e 31 de dezembro de qualquer ano. (1999–2000) (2007–presente)
- Disney's Celebrate America (2008–presente)
- Mickey's Most Merriest Celebration- Um show ao vivo realizado no palco do Castelo da Cinderela durante Mickey's Very Merry Christmas Party. (2016–presente)
- Disney's Not So Spooky Spectacular! - Fogos de artifício com tema de Halloween exibidos durante Mickey's Not-So-Scary Halloween Party. (2019–presente)
- Minnie's Wonderful Christmastime Fireworks - Fogos de artifício com tema de Natal exibidos durante Mickey's Very Merry Christmas Party. (2019–presente)
- Mickey's Once Upon a Christmastime Parade - Desfile temático de Natal exibido durante Mickey's Very Merry Christmas Party (1994–2006) (2007–2019) (2021-presente)

### Antigas atrações e entretenimento

#### Fogos de artifício
- Fantasy in the Sky (1971–2003)
- The Magic, the Memories and You (2011–2012)
- Celebrate the Magic (2012–2016)
- Wishes: A Magical Gathering of Disney Dreams (9 de outubro de 2003 – 11 de maio de 2017)
- Happy HalloWishes: A Grim Grinning Ghosts' Spooktacular in the Sky (2005–2018)
- Once Upon a Time (2016–2020)

#### Desfiles
- SpectroMagic (1 de outubro de 1991 – 21 de maio de 1999) (2 de abril de 2001 – 4 de junho de 2010)
- Main Street Electrical Parade (11 de junho de 1977 – 14 de setembro de 1991) (21 de maio de 1999 – 1 de abril de 2001) (6 de junho de 2010 – 9 de outubro de 2016)

#### Outras atrações
- Swan Boats (20 de maio de 1973 – Agosto de 1983)

## Tokyo Disneyland

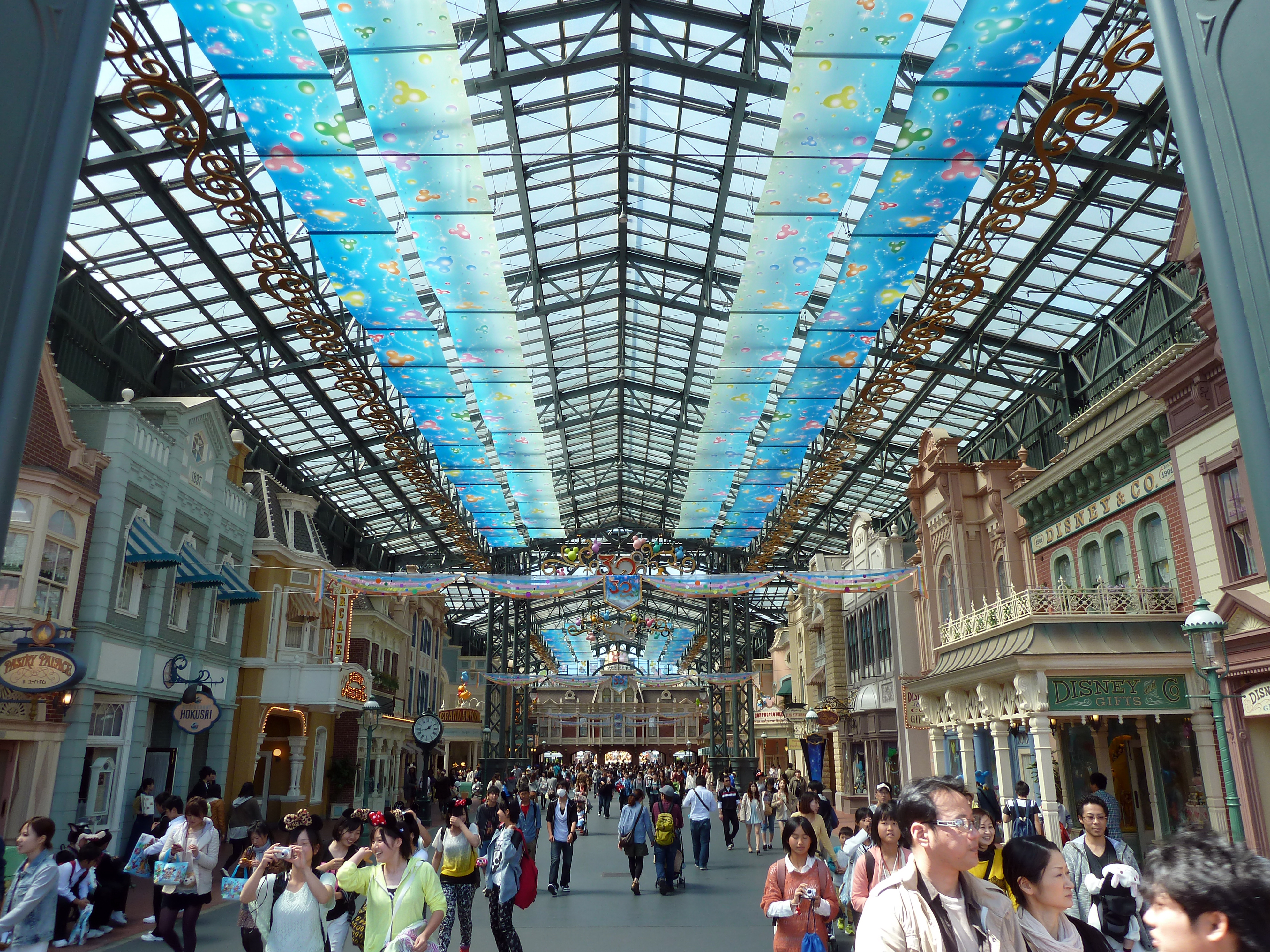
World Bazaar na Tokyo Disneyland

O World Bazaar é a alternativa da Main Street, USA. Ele é coberto por um teto de vidro em estilo vitoriano para proteger os visitantes do clima japonês. Entre outros, o World Bazaar apresenta um restaurante em estilo Art Déco americano dos anos 1920. O World Bazaar apresenta o maior número de restaurantes dentre as "Main Streets", com três restaurantes com serviço de mesa (quatro incluindo o Club 33). Há também uma rua lateral maior, chamada "Center Street", que atravessa a Main Street, com saídas em ambos os lados para Tomorrowland e Adventureland. Essa foi a primeira "Main Street" que não tinha uma estação de trem (a outra "Main Street" ficava no Shanghai Disneyland). O World Bazaar também abriga o Club 33 do Tokyo Disneyland.

### Atrações e entretenimento
- Omnibus

### Antigas atrações e entretenimento
- Main Street Cinema
- The Disney Gallery

## Disneyland Park (Paris)

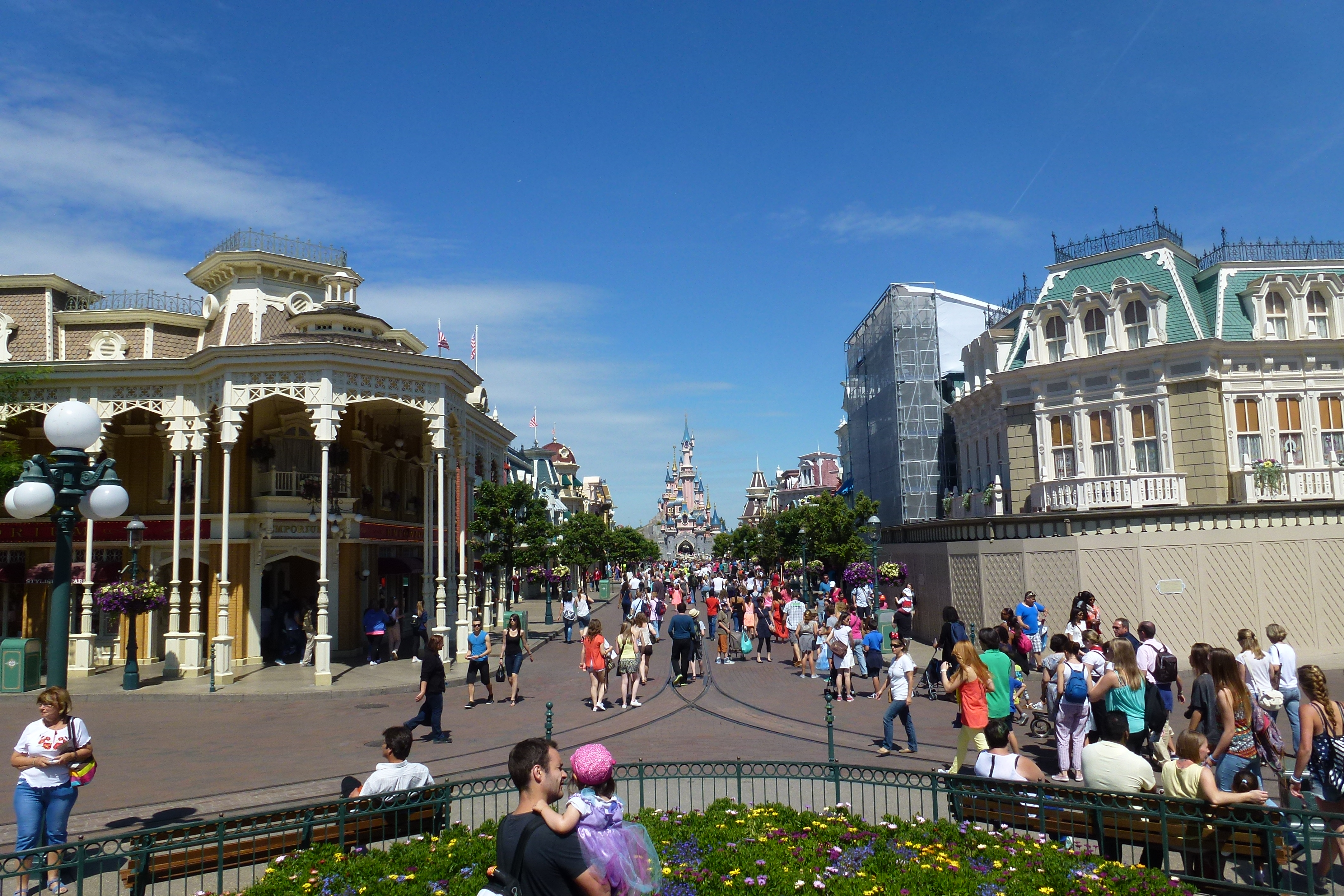
Main Street, USA no Disneyland Park (Paris)

Essa rua é uma cópia quase exata da rua na Flórida, embora a Town Square seja diferente. Ela é influenciada pela arquitetura da cidade de Nova Iorque. A ideia original era ser uma nova abordagem, completamente diferente das outras versões. O tema era a América da década de 1920, e não a virada do século, influenciada pela era do jazz, cinema, flapper, gângsteres e arquitetura Art Déco. Uma época que fascinou os europeus. As atrações incluiriam um cinema de 360°, um bar clandestino e um bonde elevado para combinar com o tema da década de 1920, em vez de carrinhos puxados por cavalos e veículos vitorianos. Por fim, toda a ideia foi descartada, e apenas a Main Street Motors, com os grandes outdoors em cima dela, é um dos poucos elementos remanescentes.
Devido ao clima frequentemente frio e chuvoso na área, os Imagineers criaram passarelas cobertas em ambos os lados da Main Street, chamadas de "arcades". Há o "Discovery Arcade" no lado mais próximo à Discoveryland e o "Liberty Arcade" no lado mais próximo à Frontierland. Elas fornecem acesso a todas as lojas ao longo da Main Street, ao mesmo tempo em que oferecem proteção contra o clima. Elas também oferecem uma passagem quando a rua está lotada durante os desfiles e fogos de artifício.

### Atrações e entretenimento
- Disneyland Railroad – Main Street Station (1992–presente)
- Main Street Vehicles (1992–presente)
- Horse-Drawn Streetcars (1992–presente) (3 ft  (914 mm) bonde de bitola estreita)[8][9]
- Disney Stars on Parade (2017–presente)
- Liberty Arcade (1992–presente)
- Discovery Arcade (1992–presente)

### Restaurantes e lanches
- Walt's – An American Restaurant

## Hong Kong Disneyland

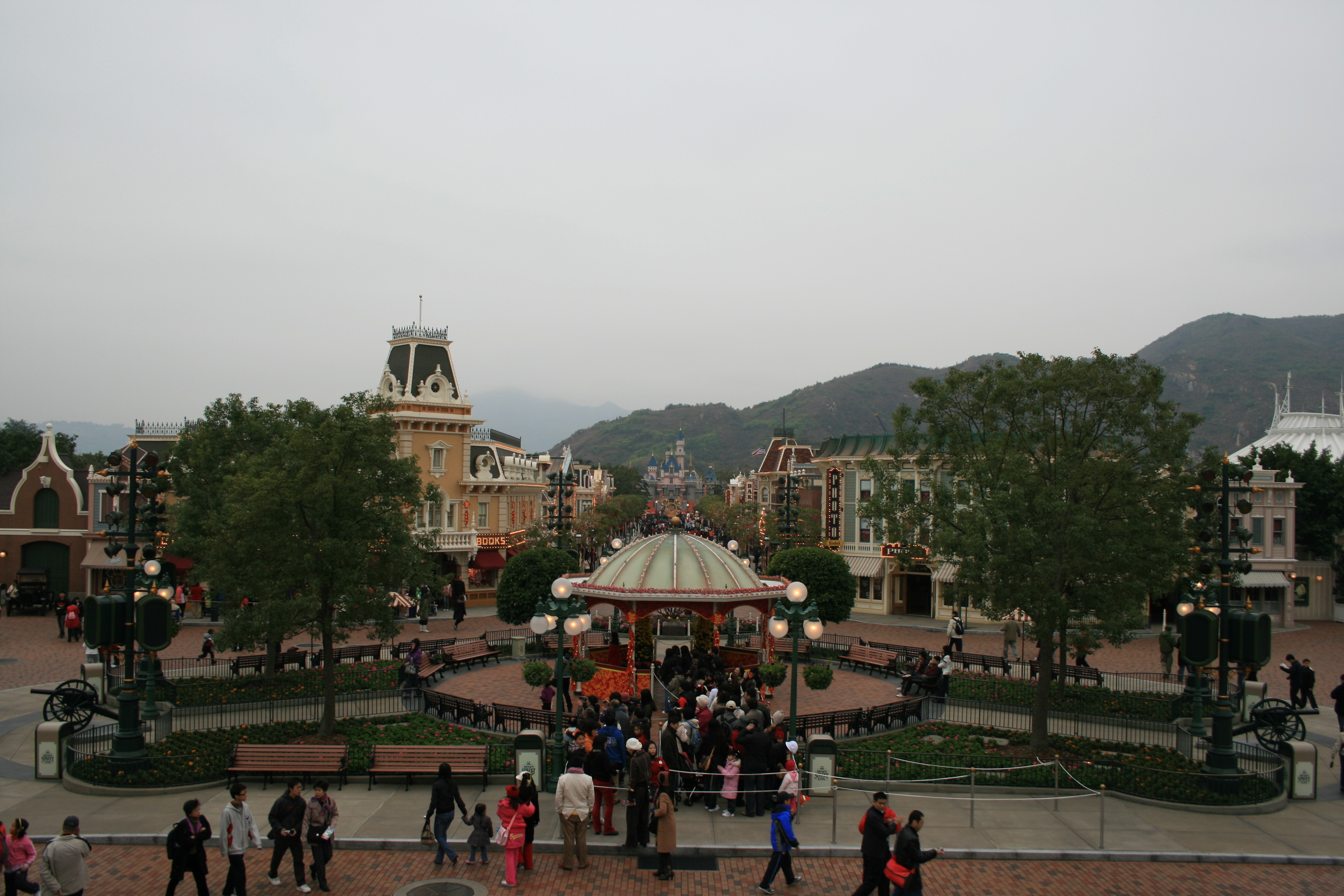
Main Street, USA na Hong Kong Disneyland

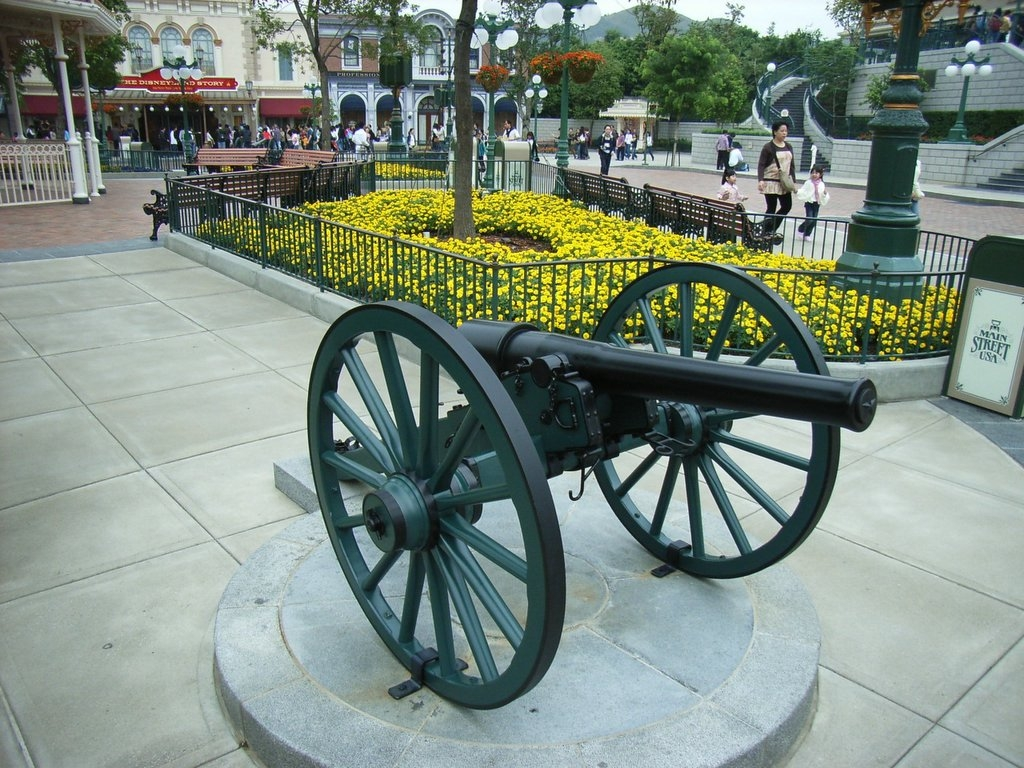
Um canhão localizado na Town Square da Hong Kong Disneyland

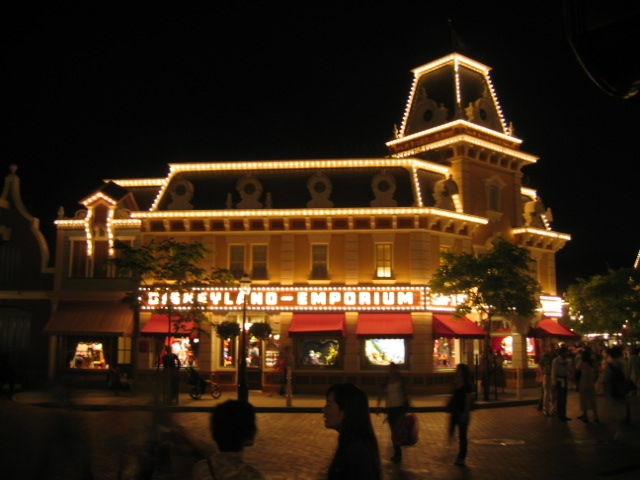
Empório à noite

Inspirada na Main Street do Disneyland, os prédios dessa Main Street são quase idênticos aos de Anaheim. Como outras ruas principais, a Main Street, USA da Hong Kong Disneyland serve como entrada do parque. Originalmente, os planos previam um restaurante sob a estação da Hong Kong Disneyland Railroad, mas foram descartados por motivos orçamentários. Ao contrário das Main Streets de outros parques, a Main Street da Hong Kong Disneyland é construída principalmente de concreto e fibra de vidro em vez de madeira. Isso foi feito para proteger melhor os edifícios das intempéries.
A decoração é de uma pequena cidade americana do século XX, entre os anos de 1890 e 1910. Embora seja muito semelhante à rua principal de Anaheim, a história dessa rua é fortemente influenciada pelos imigrantes europeus. O Plaza Inn tem o mesmo design exterior que o de Anaheim, mas seu tema é sobre um casal americano rico que viajou para Hong Kong, apaixonou-se por sua cultura e culinária e voltou para criar um restaurante inglês clássico repleto de todas as decorações que coletaram em suas viagens. A Market House Bakery foi fundada por um chef confeiteiro vienense que trouxe algumas das sobremesas e bolos de café mais famosos do mundo da corte imperial austríaca. Não há bondes puxados por cavalos nessa rua, embora os trilhos para os bondes possam ser vistos nas primeiras artes conceituais.
No início de agosto de 2008, o The Disneyland Story presenting How Mickey Mouse Came to Hong Kong foi fechado. Em 31 de agosto, o tema foi alterado para Art of Animation. Em 21 de janeiro de 2011, foi aberta uma nova loja chamada Center Street Boutique. Em 21 de agosto de 2012, foi inaugurada uma nova loja chamada Victorian Collection, entre o Emporium e o Centennial Hall.

### Atrações e entretenimento
- Animation Academy (2007–presente)
- Art of Animation (2007–presente)
- Hong Kong Disneyland Railroad - Main Street Station (2005–presente)
- Main Street Vehicles

### Antigas atrações e entretenimento
- The Dapper Dans (2007–2008)
- Turtle Talk with Crush (2008)
- Mickey's House (2008–2009)
- "Disney In The Stars" Fireworks (2005–2018)
- "Disney Paint the Night" Nighttime Spectacular (2014–2020; cancelado)

## Shanghai Disneyland

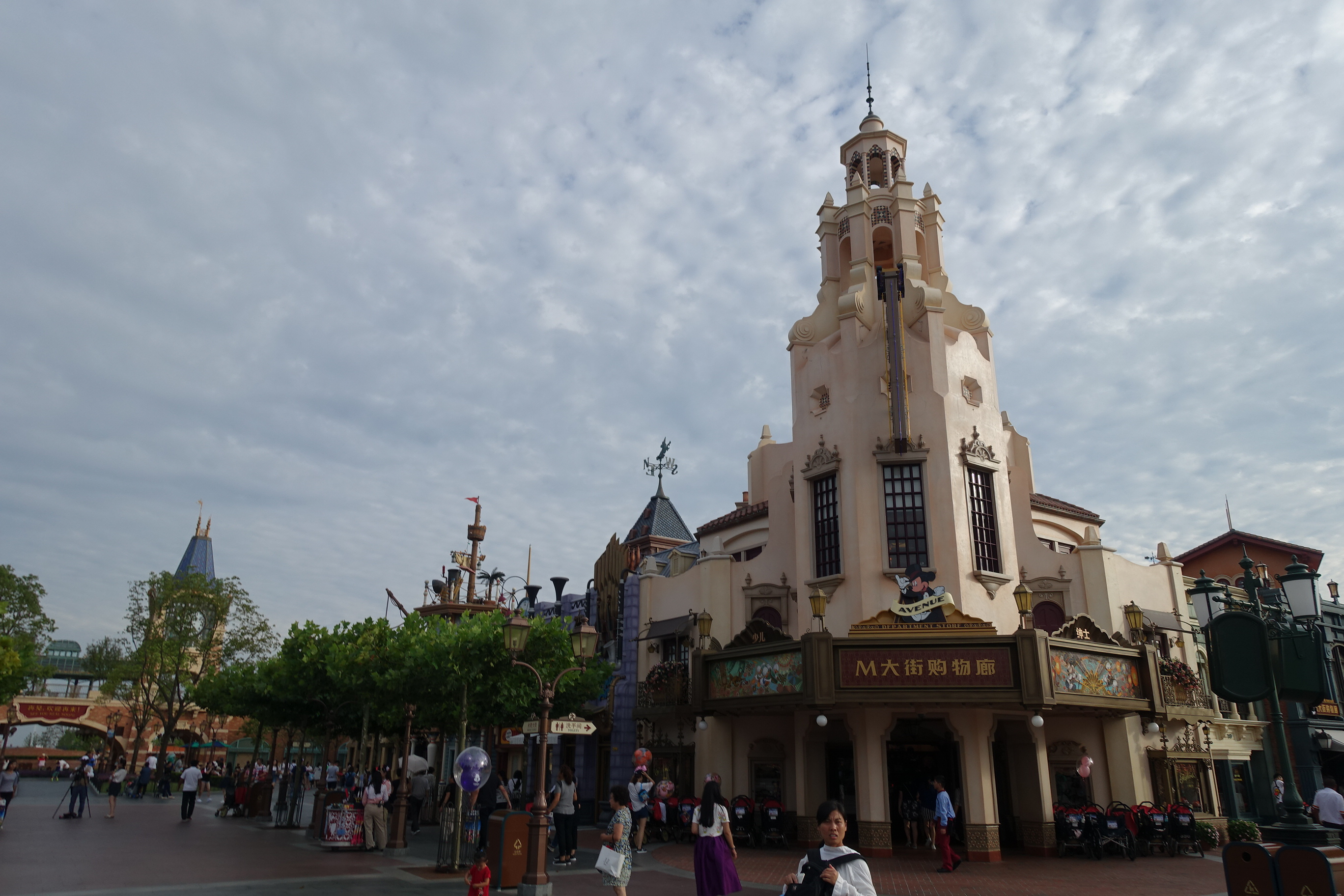
Mickey Avenue na Shanghai Disneyland

O Mickey Avenue, a entrada do Shanghai Disneyland Park, é o equivalente do parque à Main Street, USA. A área é inspirada nas personalidades dos personagens dos desenhos animados da Disney, como Mickey Mouse, Minnie Mouse, Pato Donald e Tico e Teco, bem como nos filmes da Disney, incluindo Ratatouille, The Three Caballeros e A Dama e o Vagabundo. A Avenue M Arcade, a maior loja de presentes do parque, tem como modelo o Carthay Circle Theater. A estátua Storytellers, que retrata um jovem Walt Disney e Mickey Mouse, está localizada no final da Mickey Avenue e em frente aos Gardens of Imagination.